# Carla Suárez Navarro
Carla Suárez Navarro (n. 3 septembrie 1988, Las Palmas de Gran Canaria, Las Palmas, Spania) este o jucătoare profesionistă de tenis din Spania. Cea mai bună clasare a carierei a fost locul 6 mondial. La momentul actual este pe locul 55 WTA. Suárez Navarro a disputat finala Cupei Fed în 2008 alături de echipa Spaniei, pierdută la Rusia. 

## Legături externe
Materiale media legate de Carla Suárez Navarro la Wikimedia Commons
- Carla Suárez Navarro la Women's Tennis Association
- Carla Suárez Navarro la International Tennis Federation
- Carla Suárez Navarro pe site-ul Fed Cup
- en Carla Suárez Navarro la Olympedia.org